# Pyrisitia dina
Pyrisitia dina är en fjärilsart som först beskrevs av Felipe Poey 1832.  Pyrisitia dina ingår i släktet Pyrisitia och familjen vitfjärilar. Inga underarter finns listade.